# Chambon-sur-Cisse
Pour les articles homonymes, voir Chambon.
Chambon-sur-Cisse est une commune historique du Loir-et-Cher (région Centre-Val de Loire), reléguée au statut de commune déléguée depuis 2017 et la fusion administrative avec la commune nouvelle de Valencisse,.

## Géographie

### Localisation
Chambon-sur-Cisse se situe dans la vallée de la Cisse, à une dizaine de kilomètres de la ville de Blois, entre les anciens villages de Molineuf au nord (qui fait également partie de Valencisse) et de Chouzy-sur-Cisse au sud (qui a rejoint la commune nouvelle de Valloire-sur-Cisse).
Les communes limitrophes sont Blois, Molineuf, Orchaise (ces deux dernières 
étant également déléguées de Valencisse), Chouzy-sur-Cisse, Coulanges et Seillac (toutes trois déléguées de Valloire-sur-Cisse).
La gare ferroviaire la plus proche de Chambon-sur-Cisse est la gare de Chouzy (Valloire-sur-Cisse), située à 5,3 km à vol d'oiseau.

### Hydrographie
Le village de Chambon-sur-Cisse est traversé par la Cisse, une petite rivière affluente de la Loire.

### Lieux-dits et écarts
- Les Clodières.

## Toponymie
Le nom de la localité est attesté sous les formes :
- Cambonum  en 832[2] ;
- Campus Bonus au XIIIe siècle ;
- Chambon au XIIIe siècle[3]
- Chambon-sur-Cisse en 1270 ;
- Chambon en 1793 ;
- Chambon-sur-Cisse en 1793 ;
- Chambon en 1801[4] ;
- Chambon-sur-Cisse en 1918[5].

Chambon représente le type toponymique gaulois Cambo- signifiant « courbe (de rivière), méandre »,. Il s'agit d'un type toponymique fréquent (voir Chambon) qui désigne un coude de rivière, un méandre où était fondé un établissement. Il existe un mot dialectal chambon qui désigne un terrain fertile, la partie concave d'un méandre étant formée d'alluvions riches. Le celtique insulaire conserve ce mot en tant qu'adjectif : vieil irlandais camb / camm « courbe, tordu », gallois cam, vieux breton cam « oblique », breton kamm « courbé, tordu, de travers ». La latinisation médiévale Campus bonus est fantaisiste et fondée sur l'étymologie populaire champ bon.
Chambon-sur-Cisse, adopté pour la première fois sous la Première République, redevint le nom officiel de la commune peu après la fin de la Première Guerre mondiale, par un décret du 25 décembre 1918.

## Histoire

### Antiquité
À l’origine, le territoire de Chambon-sur-Cisse était couvert de forêts, avec la forêt de Blois sur la rive gauche de la Cisse, et la forêt des Blémars sur sa rive droite.

### Moyen Âge
Chambon était la plus ancienne possession de l'abbaye de Marmoutier, concédée dès 832 par le roi Louis Ier, dit le Pieux.
En 909, les vicomtes de Blois deviennent propriétaires de l'abbaye de Marmoutier, mais ne semblent exploiter cette terre qu'à partir de 1080, lorsque le comte Thibaud III acquiert le domaine voisin de Bury où il établit un château fort. C'est à cette époque que les comtes commissionnèrent les moines pour défricher la forêt des Blémars.
L'église Saint-Julien est édifiée au XIIe siècle. À cette époque, Chambon est alors entourée de fortifications rattachées au château de Bury.
Le village adopte le nom de Chambon-sur-Cisse dès l'année 1270.
Entre 1356 et 1365, le village est occupé par les Anglais, dans un contexte de guerre de Cent Ans et à l'image des forts voisins de Bury et d'Onzain.

### Depuis la Révolution
En 1860 est rénovée la fontaine de Gabière, aussi connue sous le nom de fontaine de Bury.
De 1904 à 1934, Chambon-sur-Cisse est desservie par une ligne de tramway du Loir-et-Cher reliant Blois à Château-Renault (Indre-et-Loire). Sa station se trouve alors entre celles de Molineuf et de Coulanges.

### Depuis 2017
En 2017, Chambon-sur-Cisse a rejoint la commune nouvelle de Valencisse, née l'année précédente de la fusion de Molineuf et d'Orchaise.

## Politique et administration

### Liste des maires
| Période                                  | Période       | Identité            | Étiquette | Qualité |
| ---------------------------------------- | ------------- | ------------------- | --------- | ------- |
| Les données manquantes sont à compléter. |               |                     |           |         |
| mars 2001                                | mars 2008     | Jean-Claude Raynaud |           |         |
| mars 2008                                | décembre 2015 | Denis Leprat        |           |         |

Depuis 2017 et la réunion avec Valencisse, le maire élu à Chambon-sur-Cisse est maire délégué au maire de la commune nouvelle.
| Période      | Période  | Identité        | Étiquette | Qualité |
| ------------ | -------- | --------------- | --------- | ------- |
| janvier 2017 | mai 2020 | Denis Leprat    |           |         |
| mai 2020     | mai 2026 | Christian Baron |           |         |

## Population et société

### Démographie
L'évolution du nombre d'habitants est connue à travers les recensements de la population effectués dans la commune depuis 1793. À partir du 1er janvier 2009, les populations légales des communes sont publiées annuellement dans le cadre d'un recensement qui repose désormais sur une collecte d'information annuelle, concernant successivement tous les territoires communaux au cours d'une période de cinq ans. 
Pour les communes de moins de 10 000 habitants, une enquête de recensement portant sur toute la population est réalisée tous les cinq ans, les populations légales des années intermédiaires étant quant à elles estimées par interpolation ou extrapolation. Pour la commune, le premier recensement exhaustif entrant dans le cadre du nouveau dispositif a été réalisé en 2007,.
En 2014, la commune comptait 676 habitants, en évolution de −2,31 % par rapport à 2009 (Loir-et-Cher : +1,74 %, France hors Mayotte : +2,49 %).
| 1793 | 1800 | 1806 | 1821 | 1831 | 1836 | 1841 | 1846 | 1851 |
| ---- | ---- | ---- | ---- | ---- | ---- | ---- | ---- | ---- |
| 600  | 547  | 555  | 563  | 607  | 615  | 655  | 582  | 551  |

| 1856 | 1861 | 1866 | 1872 | 1876 | 1881 | 1886 | 1891 | 1896 |
| ---- | ---- | ---- | ---- | ---- | ---- | ---- | ---- | ---- |
| 545  | 604  | 627  | 666  | 639  | 640  | 644  | 645  | 623  |

| 1901 | 1906 | 1911 | 1921 | 1926 | 1931 | 1936 | 1946 | 1954 |
| ---- | ---- | ---- | ---- | ---- | ---- | ---- | ---- | ---- |
| 593  | 622  | 564  | 514  | 493  | 423  | 449  | 450  | 492  |

| 1962 | 1968 | 1975 | 1982 | 1990 | 1999 | 2007 | 2012 | 2014 |
| ---- | ---- | ---- | ---- | ---- | ---- | ---- | ---- | ---- |
| 441  | 441  | 521  | 731  | 782  | 742  | 703  | 684  | 676  |

### Pyramide des âges
La population de la commune est relativement âgée. Le taux de personnes d'un âge supérieur à 60 ans (24,5 %) est en effet supérieur au taux national (21,6 %) tout en étant toutefois inférieur au taux départemental (26,3 %).
Contrairement aux répartitions nationale et départementale, la population masculine de la commune est supérieure à la population féminine (50,1 % contre 48,4 % au niveau national et 48,6 % au niveau départemental).
La répartition de la population de la commune par tranches d'âge est, en 2007, la suivante :
- 50,1 % d'hommes (0 à 14 ans = 16,5 %, 15 à 29 ans = 13,1 %, 30 à 44 ans = 15,6 %, 45 à 59 ans = 32,1 %, plus de 60 ans = 22,7 %) ;
- 49,9 % de femmes (0 à 14 ans = 13,1 %, 15 à 29 ans = 10,8 %, 30 à 44 ans = 17,4 %, 45 à 59 ans = 32,5 %, plus de 60 ans = 26,2 %).

| Hommes | Classe d’âge | Femmes |
| ------ | ------------ | ------ |
| 0,0    | 90 ans ou +  | 1,7    |
| 5,4    | 75 à 89 ans  | 7,7    |
| 17,3   | 60 à 74 ans  | 16,8   |
| 32,1   | 45 à 59 ans  | 32,5   |
| 15,6   | 30 à 44 ans  | 17,4   |
| 13,1   | 15 à 29 ans  | 10,8   |
| 16,5   | 0 à 14 ans   | 13,1   |

| Hommes | Classe d’âge | Femmes |
| ------ | ------------ | ------ |
| 0,6    | 90 ans ou +  | 1,6    |
| 8,3    | 75 à 89 ans  | 11,5   |
| 14,8   | 60 à 74 ans  | 15,7   |
| 21,4   | 45 à 59 ans  | 20,6   |
| 20,3   | 30 à 44 ans  | 19,2   |
| 16,2   | 15 à 29 ans  | 14,7   |
| 18,5   | 0 à 14 ans   | 16,7   |

## Culture locale et patrimoine

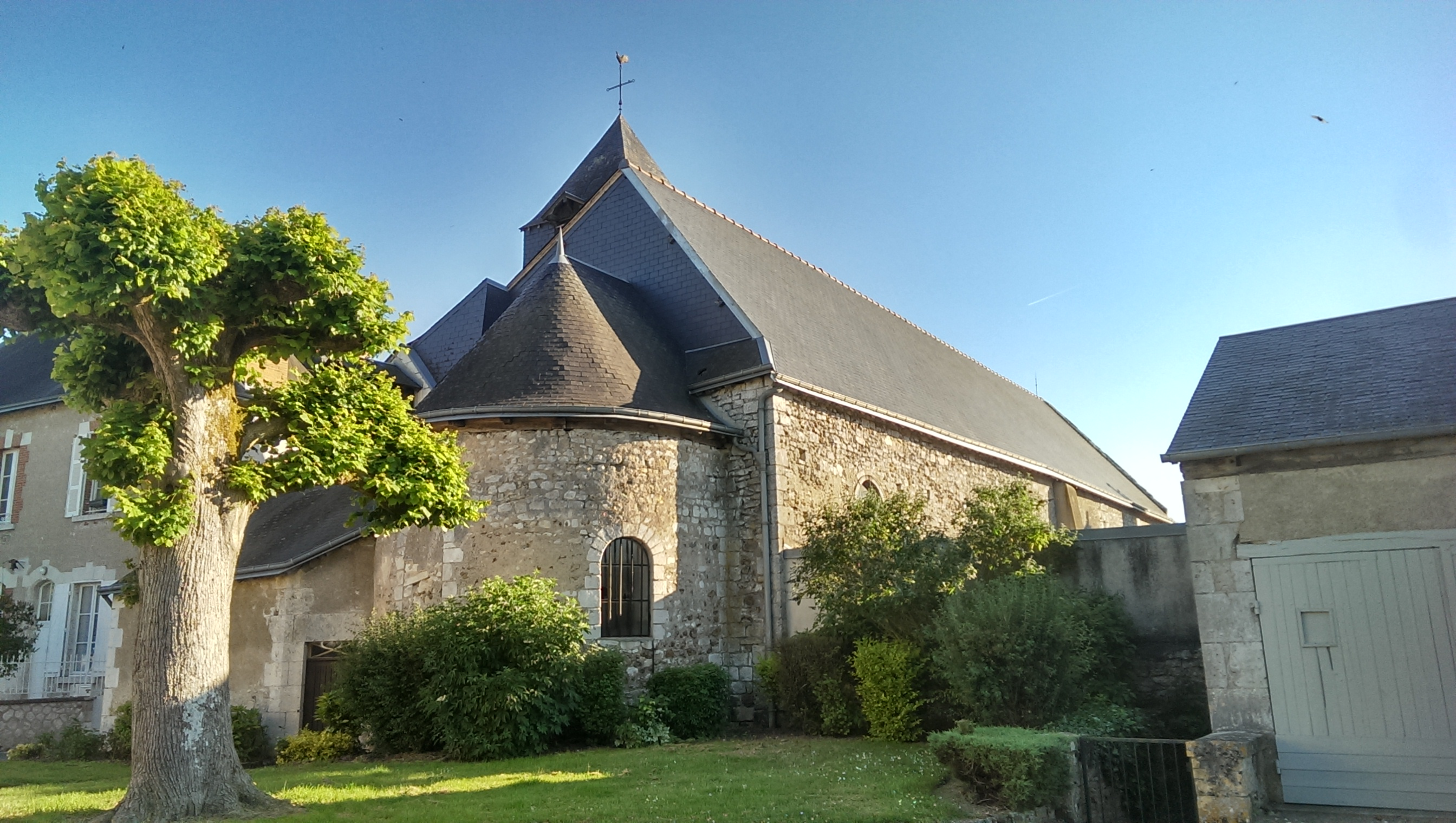
L'église Saint-Julien.

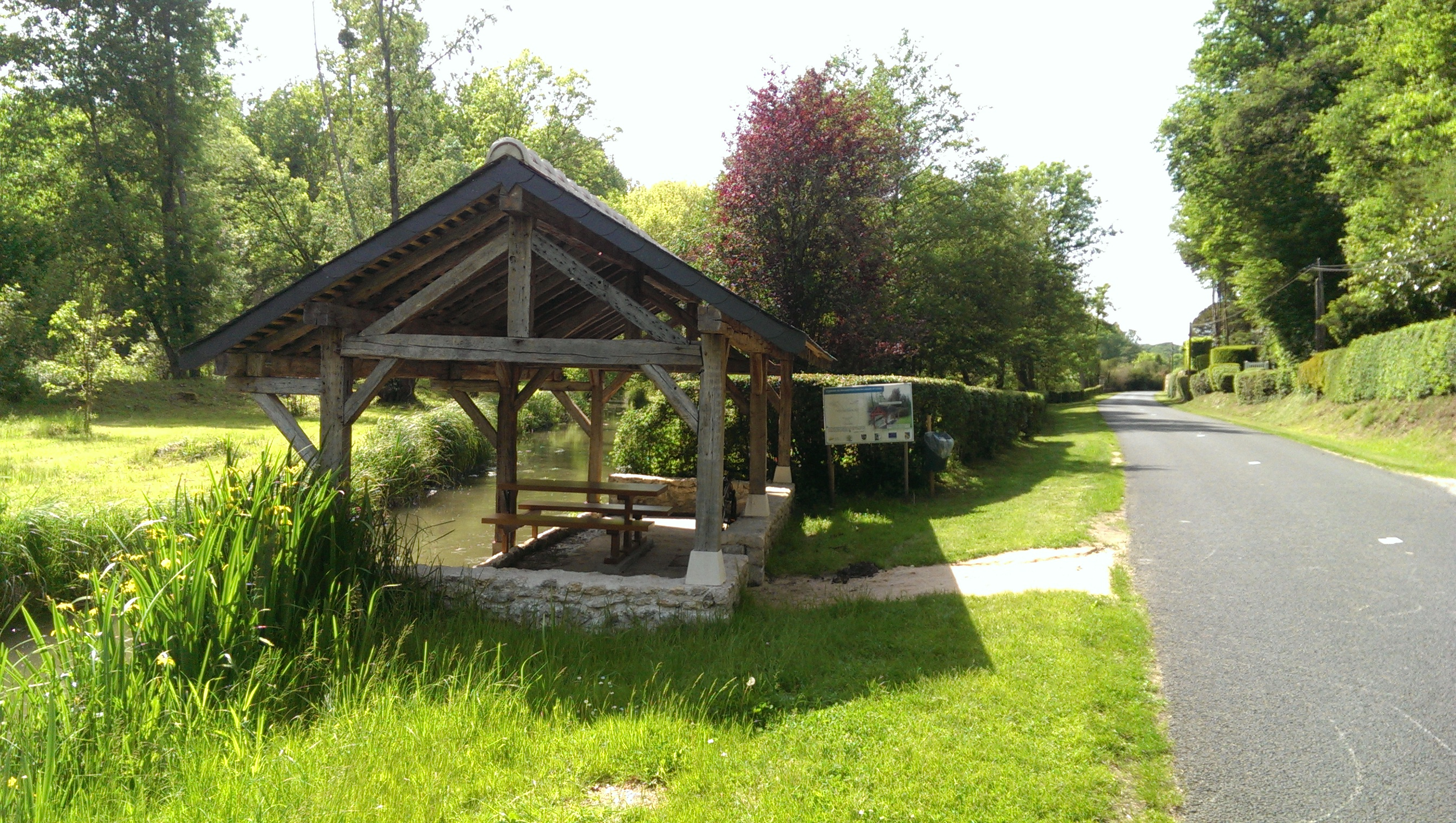
Le lavoir Saint-Louis.

### Lieux et monuments
- les tranchées des Sablonnières, site d'entraînement de la Grande Guerre en forêt de Blois, monument historique inscrit le 10 avril 2015.
- l'église Saint-Julien, voir son étude architecturale dans le N° 24 de Vallée de la Cisse[19].
- Le village compte quatre lavoirs, dont le lavoir Saint-Louis, sur la Bouère.

Il a été reconstruit en 2014 à l'emplacement du précédent lavoir démonté en 1975 et datant de 1908.

### Personnalités liées à la commune
- Charles-Paul Renouard, peintre et artiste multifacettes repose au cimetière de Chambon-sur-Cisse.
- Jules de La Morandière, architecte français, décédé à Chambon-sur-Cisse.
- Hippolyte de Villemessant, journaliste et directeur de journaux, dont Le Figaro, qui y possédait le château Saint-Louis[21].

### Héraldique
| Blason de Chambon-sur-Cisse | Blason  | Parti : au premier d'azur à l'écusson fascé de huit pièces d'argent et de gueules en chef ; au second de sinople ; à la fasce ondée d'argent brochant sur le tout et au bâton de prieur de même surbrochant sur la ligne de partition ; sur le tout, de gueules à la lettre capitale gothique C d'or. . |
| Blason de Chambon-sur-Cisse | Détails | adopté en 2010 |